# Mario Bertini
Pour les articles homonymes, voir Bertini.
Mario Bertini (né le 7 janvier 1944 à Prato en Toscane) est un footballeur italien, qui évoluait au poste de milieu de terrain.

## Biographie
Formé au Prato AC 1908, il commence en Serie C dans le championnat 1962-1963 avant de passer à Empoli FC avec lequel il brilla, à tel point qu'il est acheté en 1964 par la Fiorentina.
Avec la Viola il fait ses débuts en Serie A, le 13 septembre 1964 et deux ans plus tard, il est repêché dans la liste des mondialistes avec Luigi Riva pour l'Angleterre.
Après quatre saisons à Florence, il passe à l'Inter Milan, où il devient le tireur des penalties, avant d'en laisser le soin à Roberto Boninsegna, grâce à un sens précis du but, aussi à son pied droit puissant et précis, il termine sa carrière avec 44 buts en 307 matchs parmi l'élite. Ses atouts principaux sont la course, le marquage et la finition : il fait partie des principaux protagonistes du titre de champion nerazzurro de 1971.
En 1970, il est titulaire à la Coupe du monde, et devient vice-champion du monde. Le 13 mai 1972, lors du match Belgique-Italie, il casse la jambe du milieu belge Wilfried Van Moer. Score final : 2-1 pour la Belgique. La même année, il met fin à sa carrière internationale après 25 matchs et 2 buts.
Il reste à l'Inter jusqu'en 1977, pour finir sa carrière en Serie B au Rimini Calcio.

## Palmarès
- Italie
  - Coupe du monde : finaliste en 1970
- Fiorentina
  - Coupe d'Italie de football : 1966
- Inter Milan
  - Championnat d'Italie : 1971
  - Coupe des clubs champions européens : finaliste en 1972